# Convention nationale démocrate de 1940

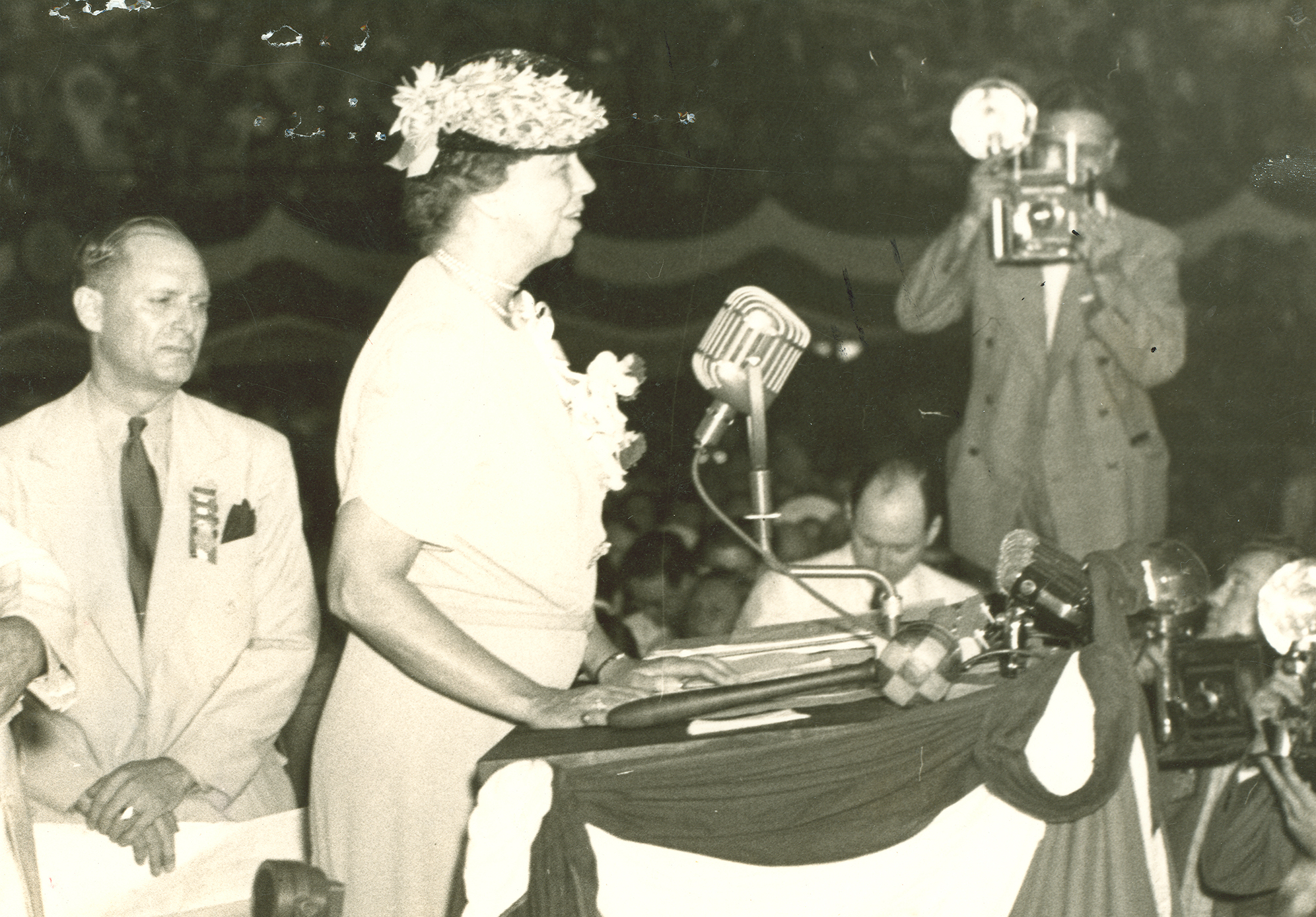
La Première Dame Eleanor Roosevelt s'exprimant le dernier jour de la convention

La Convention nationale démocrate de 1940 s'est tenue au stade de Chicago à Chicago, dans l'Illinois, du 15 au 18 juillet 1940. La convention a abouti à la nomination du président Franklin D. Roosevelt pour un troisième de Président des Etats-Unis. Le secrétaire à l'Agriculture Henry A. Wallace de l'Iowa a été nommé vice-président.
Malgré la candidature sans précédent pour un troisième mandat, Roosevelt a été nommé au premier tour de scrutin. Les challengers les plus redoutables de Roosevelt étaient son ancien directeur de campagne James Farley et le vice-président John Nance Garner. Tous deux avaient cherché à être nommés à la présidence et avaient perdu contre Roosevelt qui fut « repêché » à la convention. Henry Wallace était le choix préféré de Roosevelt pour la vice-présidence. Sa candidature a été combattue avec véhémence par certains délégués, en particulier l'aile conservatrice du parti qui n'avait pas été enthousiasmée par les positions libérales de Wallace. Néanmoins, Wallace a finalement été nommé avec les voix de 59 % des délégués, au premier tour de scrutin.